# Fugazi (musikgrupp)
Fugazi är ett rockband från Washington D.C. i USA, bildat 1987. Gitarrist och sångare är Ian MacKaye, även känd som medlem i det kortlivade hardcorebandet Minor Threat. Fugazi är kända för sin speciella stil. Istället för att signa med något känt musikbolag släppte de sina skivor genom det egna, självständiga bolaget Dischord Records. Bandet har haft uppehåll sedan 2003.

## Medlemmar
Senaste medlemmar
- Ian MacKaye – gitarr, sång (1986– )
- Joe Lally – basgitarr, sång (1986– )
- Brendan Canty – trummor (1987– )
- Guy Picciotto – gitarr, sång (1988– )

Tidigare medlemmar
- Colin Sears – trummor (1986–1987)

Turnerande medlemmar
- Jerry Busher – trummor, trumpet (1998–2002)

## Diskografi
Studioalbum
- 1990 – Repeater
- 1991 – Steady Diet of Nothing
- 1993 – In on the Kill Taker
- 1995 – Red Medicine
- 1998 – End Hits
- 2001 – The Argument

EP
- 1988 – Fugazi
- 1989 – Margin Walker
- 1990 – 3 Songs
- 2001 – Furniture

Samlingsalbum
- 1989 – 13 Songs